# Дина: Пророчанство
Дина: Пророчанство (енгл. Dune: Prophecy) америчка је научнофантастична телевизијска серија коју су развиле Дајана Адему Џон и Алисон Шапкер за HBO. Смештена је у универзуму Дина и прати ред Бенегесериткиња, моћне друштвене, верске и политичке силе чији чланови поседују надљудске моћи и способности након што су прошли године интензивног физичког и менталног условљавања. Преднаставак је филма Дина, који представља екранизацију истоименог романа, а одвија се око 10.000 година пре догађаја из филма.
Снимање се одвијало у Будимпешти и Јордану. Премијера је приказана 17. новембра 2024. Добила је позитивне рецензије критичара. У децембру 2024. наручена је друга сезона.

## Радња
Смештена је 10.000 година пре догађаја из филма Дина. У фокусу серије је ред Бенегесериткиња, то јест почеци моћне групе жена обучених да искористе посебне способности ума и тела.

## Улоге
| Глумац              | Улога             |
| ------------------- | ----------------- |
| Емили Вотсон        | Валија Харконен   |
| Оливија Вилијамс    | Тула Харконен     |
| Травис Фимел        | Дезмонд Харт      |
| Џоди Меј            | царица Наталија   |
| Сара-Софи Буснина   | принцеза Инез     |
| Клои Леа            | Лила              |
| Крис Мејсон         | Киран Атреид      |
| Шалом Брун Френклин | Микејла           |
| Марк Стронг         | Џавико Корино     |
| Џејд Анука          | Теодосија         |
| Едвард Дејвис       | Хароу Харконен    |
| Џош Хјустон         | Константин Корино |
| Фаолин Канингам     | Џен               |
| Аојфе Хајндс        | Емелин            |
| Марк Еди            | Јевгениј Харконен |